# Matthew Caws
Matthew Rorison Caws (5 de agosto de 1967) es un cantante, compositor y guitarrista estadounidense. Es conocido como el vocalista principal y guitarrista de la banda de rock alternativo Nada Surf. Caws también es miembro del dúo de rock independiente Minor Alps, junto a Juliana Hatfield.

## Primeros años de vida
Caws nació en la ciudad de Nueva York, hijo de Peter James Caws y Mary Ann Caws. La madre de Caws nació y creció en Wilmington, Carolina del Norte. Su padre nació en Southall, Middlesex. Los padres de Matthew Caws, ambos profesores universitarios, se tomaron años sabáticos en Francia (en París y en Vaucluse, Provenza), lo que ayudó a Matthew a desarrollar sus primeras habilidades en francés.La madre de Caws, profesora distinguida de literatura comparada, inglés y francés en el Graduate Center de CUNY,vive en la ciudad de Nueva York. El padre de Caws, profesor universitario de Filosofía en la Universidad George Washington,vivía en Washington D. C. Los padres de Caws se divorciaron en 1987. En 2007, su madre se casó con el Dr. Boyce Bennett. Su padre se casó con Nancy Breslin, MD, MFA, una psiquiatra convertida en fotógrafa de bellas artes. La bisabuela de Caws fue la pintora Margaret Walthour Lippitt.
Caws tiene una media hermana del segundo matrimonio de su padre llamada Elisabeth Breslin Caws.Caws tiene una hermana mayor, Hilary Caws-Elwitt. Está casada con el humorista y dramaturgo Jonathan Caws-Elwitt, quien también escribe literatura erótica bajo el seudónimo de Jeremy Edwards. Formaron juntos la banda The Silly Pillows y viven en Northampton, Massachusetts. 

## Proyectos musicales

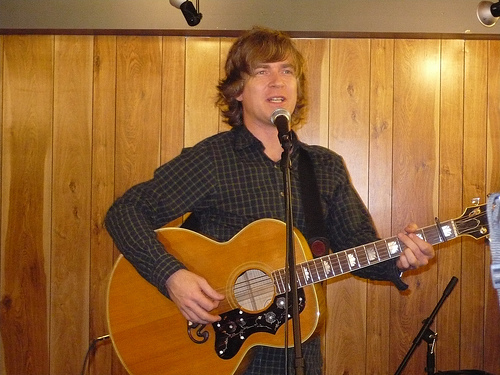
Matthew Caws

Cuando la familia regresó a la ciudad de Nueva York, sus padres lo enviaron al Liceo Francés de Nueva York. Allí se unió a The Cost of Living en 1982 o 1983, banda formada por un profesor, Patrick Thouron, y algunos alumnos, entre ellos Daniel Lorca, Stéphane Dehais y Fabrice Griffoulière-Frère, iniciando una larga amistad y una prometedora colaboración. Caws le dijo a una audiencia de Boston en marzo de 2018 que él y Lorca querían formar una banda antes de lo que sus padres permitieron, a la edad de 15 años.
The Cost of Living se separó en 1990, después de haber lanzado dos discos, tocado en lugares como CBGB y haber reproducido un video en MTV, pero Matthew y Daniel se unieron a otra banda, Because Because Because, con otros dos músicos. Esta proyecto duró poco y pronto se separaron, a pesar de la grabación de una maqueta, inédita hasta el día de hoy, para el sello Stickboy, que luego editaría el primer single de Nada Surf (7"), "The Plan/Telescope", en 1994.
Hilary, la hermana mayor de Matthew, era DJ de radio en la universidad. Ella ayudó a desarrollar e influir en los gustos musicales de su hermano menor, prestándole discos de su impresionante colección y cintas de casete de su programa. Matthew se unió al proyecto iniciado por Hilary y su socio, Jonathan, The Silly Pillows, para realizar algunas colaboraciones.
También escribió y editó para Guitar World, entrevistando, entre otros, a Oasis y Mick Jones.

### Minor Alps
En 2013, Caws y la cantautora Juliana Hatfield formaron la nueva banda Minor Alps.El álbum debut del dúo, Get There, fue lanzado el 29 de octubre de 2013 en Barsuk Records.
Julie Gayet aparece en el vídeo musical de Minor Alps de su canción "Waiting For You".

## Vida personal
En 2016 se casó con Emily Bidwell. La pareja ha declarado que dividirán su tiempo entre la residencia de Caws en Cambridge, Inglaterra, y Nueva York.
En 2022, Caws y su hijo crearon un anuncio de servicio público llamado "Vivir con un temblor esencial leve".